# Lagerstroemia floribunda
Lagerstroemia floribunda es una especie de árbol perteneciente a la familia Lythraceae. Es originaria de Birmania, Tailandia y la Península de Malaca. 

## Descripción
Lagerstroemia floribunda puede alcanzar hasta los 18 metros de altura, aunque las cultivadas no llegan a esa altura. Tiene una copa densa que puede ser cónica, oval o cilíndrica. El tronco es acanalado en la base mientras que la corteza es de color marrón claro y carnosa. Las hojas son de color verde oscuro  de 10-25 cm de longitud y 5-10 cm de ancho. El árbol produce flores de color rosa a púrpura  que se vuelven blancas a medida que envejecen, de manera que un árbol puede parecer que tienen flores de dos colores. Las flores nacen en panículas que miden hasta 40 cm de longitud. Los frutos son leñosos, oblongos y contienen pequeñas semilla de color marrón oscuro.

## Galería

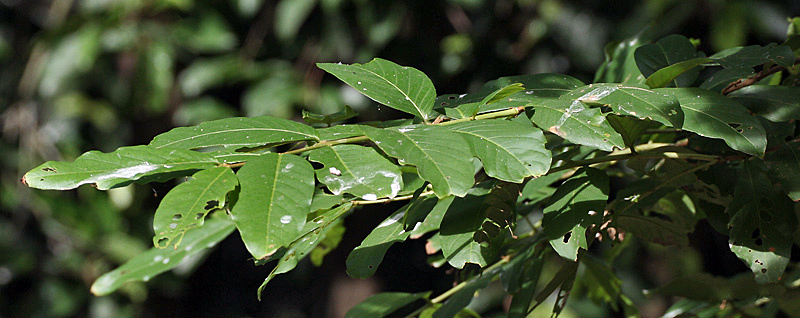
Hojas en Calcuta, Bengala Occidental, India.
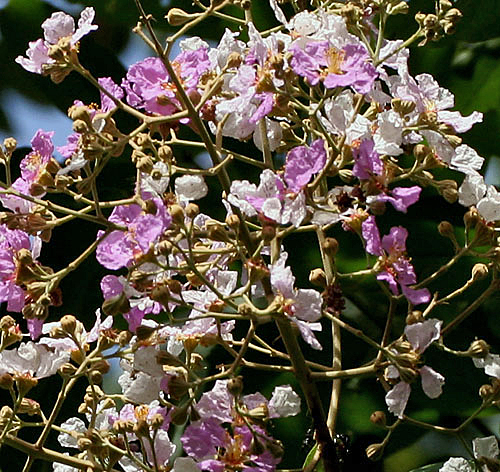
Flores en Calcuta, Bengala Occidental, India.
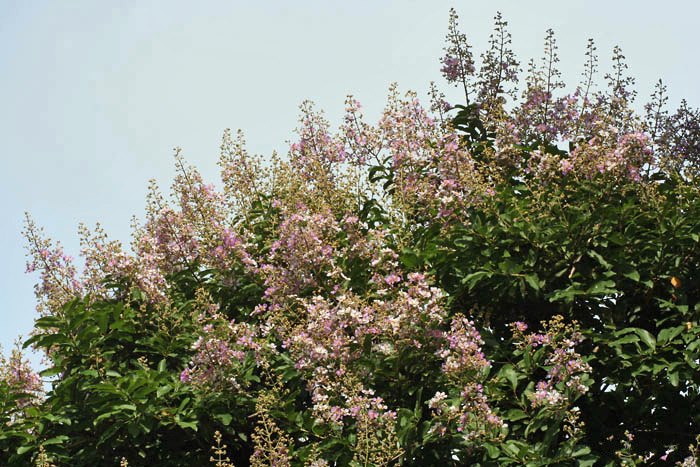
Flores en Calcuta, Bengala Occidental, India.
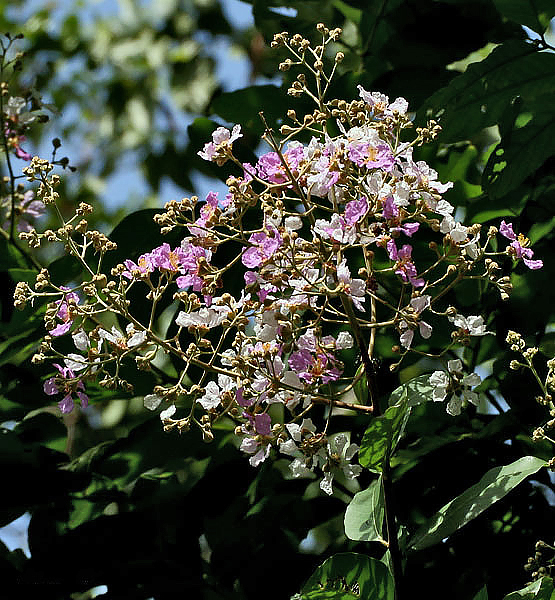
Espiga de flores en Calcuta, Bengala Occidental, India.
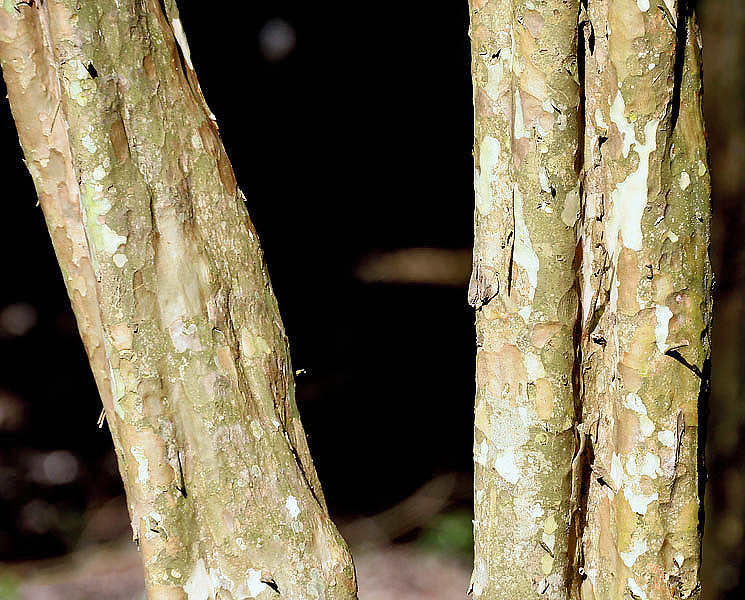
Corteza en Calcuta, Bengala Occidental, India.